# 辉夜月
辉夜月（日语：／），日本虚拟YouTuber，隶属于索尼音乐娱乐公司旗下的SACRA MUSIC公司。形象由插画家Mika Pikazo设计。其与绊爱、电脑少女小白、未來明、虚擬口癖蘿莉狐娘Youtuber大叔并称为「虚拟Youtuber四天王」。
辉夜月的频道于2017年12月4日开通，订阅人数在频道开通之后大约两周内超过2万。於2019年10月8日訂閱人數突破100萬。然而至2020年8月起便不再活躍，截至2022年3月，其订阅者数量约为91.9万。官方粉丝俱乐部的名称为“LUNAfam”。
在P丸樣。自己的官方粉丝手册中提到自己就是其中之人。

## 出演

### 电视节目
- （2018年12月4日、11日，TOKYO MX）

### 网络电视
- THE MOON STUDIO presents 「LUNA TV」（2018年12月9日至今，Niconico直播、YouTube Live）[7]

### 活动
2018年
- A.I. Party! 〜Birthday with U〜（6月30日）
- （8月31日）

2019年
- （5月1日）
- SACRA MUSIC FES.2019 -NEW GENERATION-（5月18日 - 5月19日）
- A.I. Party! 2019 ～ hello, how r u? ～（6月30日）

### 广播节目
- （2019年2月4日）[14]

### 广告
- （2019年）[15]

## 漫画
- 原作：輝夜月、漫画：相島桃志郎 『輝夜月のルナマンガ!』 KADOKAWA刊　「ルナマンガ」Twitterアカウント連載
  - 2018年8月31日發行、ISBN 978-4-04-065011-1[16]
- 原作：輝夜月、漫画：おのでらさん 『輝夜月ガチ勢の日常』 講談社 最前線「ツイ4」連載
  - 2019年2月10日發行、ISBN 978-4-06-514849-5[17]

## 音樂作品

### 單曲
| 發售日期      | 標題                         | 規格         | 備註 |
| ------------- | ---------------------------- | ------------ | ---- |
| 2018年8月30日 | Beyond the Moon              | 數碼音樂下載 |      |
| 2018年12月9日 | Dirty Party feat. エビーバー | 數碼音樂下載 |      |
| 2019年4月1日  | NEW ERA                      | 數碼音樂下載 |      |
| 2019年6月26日 | Dance with Cinderella !      | 數碼音樂下載 |      |

### 音樂專輯
| 發售日期      | 標題 | 備註 |
| ------------- | ---- | ---- |
| 2020年1月15日 |      |      |

## 備註
1. ↑  角色设定。